# ORMDL1
ORMDL1 (англ. ORMDL sphingolipid biosynthesis regulator 1) – білок, який кодується однойменним геном, розташованим у людей на 2-й хромосомі. Довжина поліпептидного ланцюга білка становить 153 амінокислот, а молекулярна маса — 17 371.
| 10         |  | 20         |  | 30         |  | 40         |  | 50         |
| ---------- |  | ---------- |  | ---------- |  | ---------- |  | ---------- |
| MNVGVAHSEV |  | NPNTRVMNSR |  | GMWLTYALGV |  | GLLHIVLLSI |  | PFFSVPVAWT |
| LTNIIHNLGM |  | YVFLHAVKGT |  | PFETPDQGKA |  | RLLTHWEQLD |  | YGVQFTSSRK |
| FFTISPIILY |  | FLASFYTKYD |  | PTHFILNTAS |  | LLSVLIPKMP |  | QLHGVRIFGI |
| NKY        |  |            |  |            |  |            |  |            |

A: Аланін

D: Аспарагінова кислота

E: Глутамінова кислота

F: Фенілаланін

G: Гліцин

H: Гістидин

I: Ізолейцин

K: Лізин

L: Лейцин

M: Метіонін

N: Аспарагін

P: Пролін

Q: Глутамін

R: Аргінін

S: Серин

T: Треонін

V: Валін

W: Триптофан

Локалізований у мембрані, ендоплазматичному ретикулумі.